# 国際決済銀行
国際決済銀行（こくさいけっさいぎんこう、英語: Bank for International Settlements、略称: BIS）は、1930年に設立された、中央銀行相互の決済を行う組織である。中央銀行の中央銀行とも呼ばれる。通貨価値と金融システムの安定を目的として中央銀行の政策と国際協力を支援している。通常業務として各国中銀の外貨準備を運用する機関投資家でもある。2017年4月に同行のグローバル金融システム委員会は「レポ市場の機能」という報告書を公表、各中銀の量的金融緩和政策が世界各国の市場から手堅い債券を買い占めたせいで、一般機関投資家のレポ市場が担保の供給を受けられず機能不全に陥っているという見解を示した。

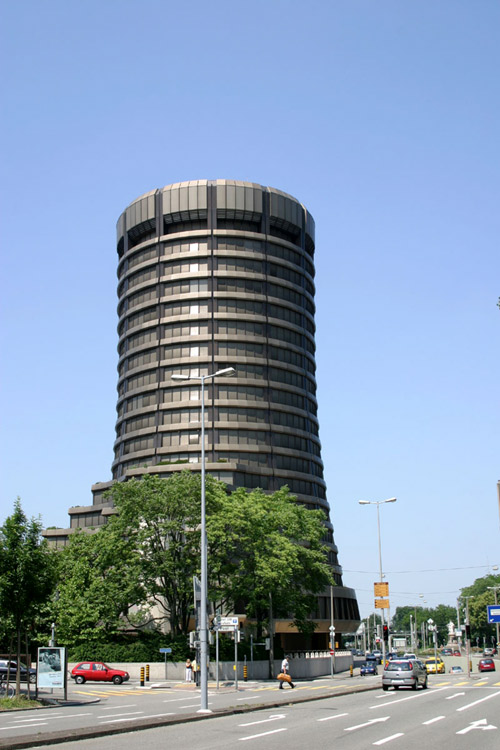
スイス・バーゼルの国際決済銀行本部

## BIS
1924年のドーズ案で、賠償金を債権国の中央銀行に送付する賠償代理機関を設立することは決まっていた。

### 歴史
ドイツの第一次世界大戦にかかる賠償金支払いの行き詰まりを打開するためにヤング案（1930年）が提案された。ヤング案では「国際決済銀行に関する条約」と「国際決済銀行定款」が採択され、これらいわゆるハーグ条約により賠償金の支払いを円滑化させるための機関としてBIS が設立された。日本は、ウォール街大暴落 (1929年)のさなかでクレジットを設定、1930年のBIS創設時には株主となっていた。世界恐慌をきっかけとするナチ党の権力掌握が、ドイツをして賠償金支払いを拒否させた。BIS は賠償金の取扱機関として活動できなくなり、かわりに中央銀行間の協力を推進するようになった。
BIS は資産運用を行っている。1932年3月の報告では、合衆国市場への積極的な投資により銀行引受手形への運用が増えた。
協力の実態として、創設時点のBIS は金預金を受け入れていなかったが、1932年11月に受け入れる方針を明らかにした。
- BIS は各中央銀行の勘定にて、地金・鋳貨その他の形で金塊を預金として受け入れる。
- BIS には金庫がないので、預金する中央銀行（Ａ）は、自行以外の中央銀行（Ｂ）におけるBIS の勘定に金をおく。
- 実際に金塊を預かる中央銀行（Ｂ）は、この金をBIS 名義の使途指図金として預かる。
- BIS は、自身の勘定にて中央銀行（Ａ）の「保証勘定」を開く。
- 上記の「保証勘定」口座は、BIS 定款第10条[注釈 3]の保護を受ける。
- 中央銀行（Ａ）は、預金を使途指図先の中央銀行（Ｂ）に売却・現送したり、外国為替に変えたり、他の機関に売却・現送できる。
- 外国為替への換金の場合、中央銀行（Ａ）が要求する為替が（Ｂ）国の為替であるとき、BIS はただちに自己名義で換金を執行する。（Ｂ）国以外の為替であるとき、BIS は預金金利よりも高い金利でその金を貸し出して、その為替を得る。

第二次世界大戦の拡大によりBIS は金塊をニューヨークへ現送するなどして資産をアメリカへ避難させていた。その資産を米財務省が「敵性資産」として差し押さえ、1940年6月25日ニューヨーク連邦準備銀行が発した暗号電報により凍結はBIS の知るところとなった。ここでBIS 定款第10条は対抗できなかった。米政府は先のハーグ条約に調印していなかった。BIS 株の引受も連邦準備制度ではなく、JPモルガンなどの民間銀行団が行っていた。こうしたイレギュラーが起こる直接のきっかけはヘンリー・スティムソンが1929年にFRB 職員にBIS メンバーとなることを声明で禁じたことであった。
戦後、役員にナチス関係者のいたことが分かり、ブレトンウッズ会議から解散を勧告されて、ケインズが存続を主張したにもかかわらず廃止が決定した。しかしフランスとスウェーデンが存置を働きかけたことと（欧州決済同盟を参照）、次に述べる略奪金問題の決着により、廃止案は1948年に立ち消えとなった。
ライヒスバンクよりBIS に供託された略奪金3.74トンは、「某中央銀行」が先行してBIS に返還していた額を控除の上、3.366トンがイングランド銀行へ預託された。連合国、とりわけアメリカがBIS に被害国へ金塊の返還を求めた。BIS は次のように応答した。「金の大部分はアメリカに現送してあるので、返還に応ずるためには、BIS に対する敵性資産としての凍結を解除してもらわなければならない」1947年10月に米政府代表のアンドリュー・オーヴァビー（Andrew Overby）が、在米スイス銀行資産の凍結解除を調整しにスイスへやってくるとBIS は機会に捉えた。BIS の当時に発行済み株式におき敵性資産にあたる日独のシェアは22.8％であった。ここへ預け入れ最低限度預金を加えると33.8％に達した。また、ヤング案によるBIS の対独資産は2億9116万スイス金フランであり、1945年度のBIS 総資産額の64.5％にのぼった。1948年2月、ジョン・スナイダーが上院外交委員長に向けて、欧州側の民間資本も凍結解除して復興に振り向けさせるべきと書き送っている。

BIS が復活するとマーシャル・プランがドイツの支払い能力を徐々に立て直した。
1950年10月と11月イングランド銀行が日本保有のBIS 株式没収を提案した。結果として日本は1951年のサンフランシスコ講和条約によって株式を放棄した。その後、国際金融界への復帰を粘り強く働きかけた関係者の努力の結果、1964年以降、BISで開催される中央銀行の会合への定期的な参加が認められるようになり、1970年には増資にともない日本銀行が株主として復帰した。なお、この年にはカナダも加盟している。増資目的はグローバル金融システム委員会の設置と支払決済事業の開発である。
1961年11月に金プールを運営しはじめた。BIS は1932年11月以来ロンドンやベルンといったヨーロッパの金市場を管理していた。これをベースとして1961年ヤコブソンの構想どおり、ポンド・スターリングを中心とする決済機構ができたのである。運営の実態は、一時に金の二重価格制がしかれた事実に見えるとおり、ブレトンウッズ体制とは一定の距離を置いていた。ポンド危機では大恐慌のときのように、中央銀行はBIS への預金を引き出して金塊に換えて、BIS 名義の使途指図金として別の機関へ預託した。
1975年7月8日にBIS は定款を改正しており、現行のものとなっている。

### 組織
BISは、世界各国の中央銀行が出資する法人であり、2011年現在58か国の中央銀行が株主となっている。最高意思決定機関は株主中央銀行の代表が出席する総会（General Meeting）で、組織規定の改正、決算の承認などの権限を有する。年1回、6月末から7月初に開催されているが、臨時総会の開催も可能となっている。
BISの組織としての運営方針の決定などは理事会が行っている。理事会は、2011年現在議長と19名の理事によって構成されており、少なくとも年6回開催される。2011年時点で理事会の議長はフランス中央銀行総裁クリスチャン・ノワイエ、副議長は日本銀行総裁白川方明であった。2015年11月から、議長はドイツ連邦銀行のイェンス・ヴァイトマン、副議長はインド準備銀行のラグラム・ラジャンが務めている。ヤング案から生まれたBIS だけあって、初代と二代目の議長は合衆国から出ている。
設立当初の定款第28条による構成は、①ドイツ・ベルギー・フランス・イギリス・イタリア・日本・アメリカの各国中央銀行の現職総裁、②当該総裁がその職を受諾できない場合にその総裁が指名する理事、③各中銀総裁につき1名ずつ任命される理事。「総裁と同一国籍を有する金融業、産業または商業を代表する者」から選ばれた。④賠償支払い期間中は、フランス銀行およびライヒスバンクの総裁が任意で「産業または商業を代表するそれぞれフランス国およびドイツ国の国籍を有する者2名」を任命できた。創設時のBIS 理事会構成は、第二次大戦後に日本がBIS を脱退した際に変更されたほかは2013年現在まで維持されている。現行の定款第27条3項では、日本を除いた上記6カ国12名（①②）のほか、「職権理事を選出していない株式保有国の中央銀行総裁のなかから、理事会の2/3以上の賛成により、9名をこえない」理事を選出している。この理事は任期3年、再任可能である。1994年にはカナダ・日本・オランダ・スウェーデン・スイスが、2006年には中国・メキシコ・欧州中央銀行が、それぞれ定員に加わっている。
日常業務の運営は総支配人（General Manager、下記歴代）以下の職員が担っており、職員数は600名弱である（2011年現在）。
- Jaime Caruana (2009年4月1日 -)
- Malcolm D. Knight (2003年4月1日 - 2008年9月30日).
- Andrew Crockett (1994年1月1日 - 2003年3月31日)

総支配人の地位は1981年までフランス勢が占めていた。

### 中央銀行間協力の場としてのBIS
BISは次のような活動を通じ、その目的を遂行している。
- 各国の中央銀行相互の議論を促進し、協働関係を推進すること。
- 金融システムの安定に責任を有する中央銀行以外の組織と中央銀行との対話を支援すること。
- 中央銀行およびその他の金融監督当局が直面している政策的な課題について調査研究を進めること。
- 中央銀行に代わって金融市場取引を行うこと。
- 国際的な金融オペレーションに際し代理者または受託者となること。

BISは各国の中央銀行を株主とする銀行として組織されている。中央銀行などの代表が会合を開催する舞台となるほか、金融に関するさまざまな国際的な委員会に対し事務局機能を提供していることでも知られている。
各国の中央銀行が相互に協力する場としてのBISの役割を如実に示しているのが、中央銀行の総裁が参加する隔月の諸会合である。2011年11月以降、主要会合の議長はイングランド銀行総裁マービン・キング（Mervyn King）が務めている。
スタッフ・レベルでの会合も数多く開催されており、代表的なものとしてバーゼル銀行監督委員会（バーゼル委員会、BCBS）、グローバル金融システム委員会（CGFS）、支払決済委員会（CPSS）、市場委員会、中央銀行ガバナンス・フォーラム、アービング・フィッシャー委員会などがある。
このほか、BISは、中央銀行の業務と関係の深い国際的な委員会である、金融システム委員会（Financial Stability Board、FSB）、保険監督者国際機構（IAIS）および国際預金保険協会（International Association of Deposit Insurers）に事務局機能を提供している。

#### バーゼル銀行監督委員会
バーゼル銀行監督委員会（バーゼル委員会、Basel Committee on Banking Supervision（BCBS））は、銀行監督にかかるさまざまな問題に関する国際的に共通の理解を増進することを通じ、世界各国における銀行監督の強化を目指す委員会である。委員会の活動を通じて形成された共通の理解を基に、銀行監督に関する概括的な規準、指針あるいは推奨事項をとりまとめている。

#### グローバル金融システム委員会
グローバル金融システム委員会（Committee on the Global Financial System、CGFS）は、中央銀行の立場から、国際金融市場に緊張をもたらしかねない動向とその重要性を分析すること、金融市場の機能を支える制度的な要因の理解を深めること、および、そうした市場の機能度と安定性の向上を促進することを目的としている。
1962年、BIS はユーロカレンシー市場専門家会議を公式に立ち上げた。欧州決済同盟の決済業務を担っていたBIS は、同盟が1958年に解散して業務を継続できなくなっており、新事業の開拓を模索していた。CGFS は1971年にユーロカレンシー常任委員会（ユーロ委員会、Euro-currency Standing Committee（ECSC））として設置され、1999年に現在の機能と名称を与えられた。

#### 支払決済委員会
支払決済委員会（Committee on Payment and Settlement Systems、CPSS）は、支払・決済システムにおける健全性と効率性の向上を促進することを通じ、金融市場のインフラを強化することを目指して活動している。同委員会は、金銭の支払を取り扱うシステムおよび証券取引を決済するシステムの運用基準を策定しているほか、中央銀行がそうした分野における動向を把握するための場となっている。その観察対象とはクリアストリーム、ユーロクリア、国際銀行間通信協会などである。2014年6月、新たな憲章の承認を受けて、名称を決済・市場インフラ委員会（Committee on Payments and Market Infrastructures：CPMI）へ変更した。

#### 市場委員会
市場委員会（Markets Committee）は、1962年にいわゆる金プールの設立とともに、主として外国為替市場の動向について非公式な意見交換を行う場として発足した。現在は、外国為替市場に限らず、中央銀行のオペレーションと関係の深いさまざまな金融市場の短期的な動向のほか市場構造の変化にも焦点を当てて活動を続けている。

## バーゼル合意（バーゼル規制）
バーゼル委員会がとりまとめた銀行監督に関する指針のうち、主として銀行が保有すべき自己資本の量に関する指針の総称。バーゼル合意は、国際的に活動している銀行に対し、信用リスクを加味して算出された総リスク資産の一定比率（当初は8%）の自己資本の保有を求めている。バーゼル委員会に参加している各国の監督当局の規制体系に採用されることで実現される形をとっており、バーゼル合意そのものが法的な効力を有する訳ではない。また、制定主体のバーゼル委員会とBIS自体も別の主体であるため、BIS規制という俗称は誤解をまねくものであり、バーゼル規制という名称がより正確である。2015年以降、集中清算機関（クリアリングハウス）を通さないレポ取引で、国債以外の証券を担保とする場合、最低ヘアカットを下回るヘアカットならば高い自己資本賦課を課すという規制が提案されている。

### バーゼルI
1988年に公表された最初の国際的な銀行の自己資本比率に関する合意。日本では1988年度から移行措置が適用され、1992年度末から本格適用が開始された。国際的に活動している銀行に対し、信用リスクを加味して算出された総リスク資産（いわゆるリスク・アセット総額）に占める8%の自己資本の保有を求めたもの。1996年には市場リスクに対する追加的な合意が公表されている。
バーゼルIにおいては、銀行が保有する株式の含み益の最大45%を自己資本に含めることを認めていた。ところが、バーゼルIに基づく日本国内の自己資本比率規制の制定と実施がバブル景気の崩壊を背景とした株価のピーク・アウトをまたぐものとなったことから、日本の銀行は株式の含み益を期待していたほど自己資本に含めることができなくなった。こうした状況に対し、日本の規制対象行は必要な自己資本の確保のため転換社債を発行するなどの多大な努力を払った。そして規制が完全に適用開始となった1993年（平成5年）度3月期末決算までにすべての規制対象行が規制を達成した。

その後、バブル景気の崩壊による景気の低迷が深刻化する中で、日本の銀行の不良債権は増大し、毎年の決算において多額の債権償却を迫られるようになった。その結果、償却による自己資本の減少によって自己資本比率が最低線(8%)を割り込む可能性が意識されるようになった。これが銀行の与信姿勢の後退をもたらし、日本の景気低迷を長期化させる一因となったとの見方がある。

### バーゼルII（いわゆる新BIS規制）
デリバティブ取引の一般化など、1990年代後半以降の国際金融市場の発展に照らし規準体系の不備が目立つようになったため、銀行のリスク量をより精緻に計測するなどの方向でバーゼルIの内容の見直しが行われた。その結果、2004年に「自己資本の測定と基準に関する国際的統一化：改訂された枠組」（バーゼルII）が公表された。バーゼルIIでは、総リスク資産の算式において、これまでの信用リスクと市場リスクに加え、オペレーショナルリスクを加味することが定められている。
バーゼルIIを反映した自己資本比率規制は、日本では2006年度末より施行されている。具体的な規制の内容は、「銀行法第14条の2の規程に基づき、銀行がその保有する資産等に照らした自己資本の充実の状況が適当であるかどうかを判断するための基準」（いわゆる自己資本比率告示。2006年3月27日付金融庁告示第19号）に記載されている。また、2007年2月には金融検査マニュアルもバーゼルIIに対応し全面改定され、公表された。

### バーゼルIII
バーゼル委員会は、2007年から2008年にかけて発生した「世界金融経済危機」の背景となった、銀行監督の問題に対する反省を踏まえ、銀行の自己資本の質の向上、リスク管理の一段の強化といった観点から、2009年以降バーゼルIIを改訂する作業を進めており、その一連の成果はバーゼルIIIと総称されている。新たな合意の基本的な内容は2011年1月に公表されており、銀行に対し、2019年度末までに、総リスク資産の7%にあたる普通株式など質の高い自己資本の保有を求めるなど、バーゼルIIよりも規制が強化されている。この強化に指摘される問題点は次のように整理される。
- 各比率において分子の議論に偏っており、分母（リスク・アセット総額）の議論が置き去りにされている。
- 唐突なレバレッジ比率の導入は、金融規則の画一化・単純化である。
- マクロ経済政策が失敗して金融危機が起きた責任を個別金融機関に負わせている。
- 金融危機の震源から遠いアジア地域の金融を鈍化させる。金融危機は必ずしもグローバルではない。

規制の具体的内容は、シティグループ証券によると次のように整理される。

#### 2013年1月からの導入で2019年1月までが移行期間
- コアTierIが4.5%以上、TierIが6.0%以上、自己資本比率が8.0%以上
- さらに資本保全バッファー[注釈 7]含め、コアTierIが7%以上、TierIが8.5%以上、自己資本比率が10.5%以上

#### 2013年1月から試行期間で、2018年1月から本格導入の予定
- レバレッジ比率3%以上

#### 流動性の規制
- LCR（LiquidityCoverageRatio 短期資金繰り指標[19]。2013年1月より試行期間。2015年1月本格導入予定）　30日分の純キャッシュ支払いに対する流動性の高い資産の比率100%以上。
- NSFR（Net Stable Funding Ratio 長期資金繰り指標[19]。2013年1月より試行期間。2018年1月本格導入予定）　短期調達と長期運用を並行して行う銀行の抱える、期間のミスマッチリスクへの耐性。長期間固定される資産に対して安定調達額の比率100%以上が課される。今のところ、邦銀の預金は9割が安定調達の原資になる。

### 自己資本構成項目から見たバーゼルIIとバーゼルIIIの相違
以下BISに基づく。バーゼルIIは次の通り。
- コアTierI　- 普通株と内部留保
- コアでないTierI　- 優先株と優先出資証券
- TierIの控除項目　- その他有価証券評価損、のれん、繰延税金資産超過額（TierI 20%超）、自己株式、国内銀行等の連結外子会社出資
- TierII　- 劣後債・劣後ローン、土地再評価差額金の45%、その他の有価証券評価差額(45%)、一般貸倒引当金（上限あり）
- TierIII　- 短期劣後債・ローン

バーゼルIIIは次のように厳しさが増しているが、経過措置の上でさらに厳しさを増す項目もある。
- コアTierI(Common Equity Tier1, CET1)　- 普通株、内部留保、その他包括利益
- コアでないTierI(Additional Tier1, AT1)　- 優先株、高い損失吸収力を持つ資本証券　　※経過措置の上で質を高める方向※
- TierIの控除項目　- のれん、繰延税金資産（欠損金）、自己株式、無形固定資産、国内外金融機関出資、年金資産、他
- TierII　- 劣後債・劣後ローン（高い損失吸収力のあるものに限定）、一般貸倒引当金　　※経過措置の上で質を高める方向※
- TierIII　- 廃止